# Eluned Morgan
Eluned (Mair) Morgan, baronessa Morgan of Ely (ur. 16 lutego 1967 w Cardiff) – brytyjska i walijska polityk, deputowana do Parlamentu Europejskiego, par dożywotni, lider Walijskiej Partii Pracy, minister w rządzie regionalnym Walii, a od 2024 pierwszy minister Walii.

## Życiorys
W 1990 uzyskała licencjat z zakresu studiów europejskich. Kształciła się w Atlantic College i na University of Hull. Pracowała przez rok w stacji S4C, następnie od 1992 do 1994 dla BBC. Założyła polityczne forum Cymdeithas Cledwyn, zajmujące się upowszechnianiem języka walijskiego.
W 1994 z listy laburzystów po raz pierwszy uzyskała mandat posłanki do Parlamentu Europejskiego. Z powodzeniem ubiegała się o reelekcję w kolejnych wyborach europejskich w 1999 i 2004. Należała do Grupy Socjalistycznej, pracowała m.in. w Komisji Przemysłu, Badań Naukowych i Energii oraz w Komisji Kontroli Budżetowej. W PE zasiadała do 2009. Później pracowała dla kompanii energetycznej Swalec.
W 2011 została parem dożywotnim z tytułem baronessy Morgan of Ely, zasiadając tym samym w Izbie Lordów. W 2016 zasiadła też w Parlamencie Walijskim, objęła funkcję ministra do spraw języka walijskiego w regionalnym rządzie. W 2020 dodatkowo została ministrem do spraw zdrowia psychicznego. W 2021 ponownie wybrana do regionalnego parlamentu. W tym samym roku powołana na ministra zdrowia i służb społecznych.
24 lipca 2024, po rezygnacji Vaughana Gethinga, została wybrana na stanowisko lidera Walijskiej Partii Pracy. 6 sierpnia tego samego roku stanęła na czele walijskiego rządu regionalnego.